# (65785) Carlafracci
(65785) Carlafracci est un astéroïde de la ceinture principale.

## Description
(65785) Carlafracci est un astéroïde de la ceinture principale. Il fut découvert le 26 octobre 1995 à Colleverde par Vincenzo Silvano Casulli. Il présente une orbite caractérisée par un demi-grand axe de 2,68 UA, une excentricité de 0,06 et une inclinaison de 5,3° par rapport à l'écliptique.